# San Andrés a Providencia

lokalizace ostrovů

San Andrés a Providencia (oficiálně celým názvem španělsky Archipélago de San Andrés, Providencia y Santa Catalina, česky Souostroví Svatý Ondřej, Providencia a Svatá Kateřina) je souostroví v Karibském moři, které tvoří od roku 1991 nejmenší department Kolumbie. Nachází se přibližně 720 km severozápadně od pobřeží Kolumbie a 200 km východně od Nikaraguy. Hlavním městem je San Andrés ležící na stejnojmenném ostrově. Celé souostroví a především okolní vody tvoří od roku 2000 biosférickou rezervaci SEAFLOWER. Ta byla vyhlášena především za účelem ochrany pobřežních mangrovových porostů a dobře zachovalého a fungujícího ekosystému korálových útesů. Hlavním zdrojem příjmů je cestovní ruch.

## Přehled ostrovů
Souostroví tvoří kromě tří hlavních ostrovů velké množství ostrůvků a skalisek – např. Cayos del Este Sudeste, Cayos de Albuquerque, Roncador Bank, Serrana Bank, Quita Sueño, Serranilla Bank, Bajo Nuevo, Alice Shoal, Rosalind Bank nebo Thunder Knoll. Dva z těchto ostrůvků (Bajo Nuevo a Serranilla Bank) si nárokují Spojené státy americké.
| ostrov           | rozloha  | počet obyvatel (2012) | hustota zalidnění | zeměpisné souřadnice             |
| ---------------- | -------- | --------------------- | ----------------- | -------------------------------- |
| San Andrés       | 26 km²   | 69 463                | 2 671 obyv./km²   | 12°33′5″ s. š., 81°43′3″ z. d.   |
| Providencia      | 17 km²   | 5 078                 | 299 obyv./km²     | 13°20′53″ s. š., 81°22′26″ z. d. |
| Santa Catalina   | 1 km²    | neobydleno            | –                 | 13°23′17″ s. š., 81°22′31″ z. d. |
| ostatní ostrůvky | 8,5 km²  | neobydleno            | -                 |                                  |
| CELKEM           | 52,5 km² | 74 541                | 1 420 obyv./km²   |                                  |

## Historie
První evropští osadníci ostrovů byli angličtí puritáni, kteří se zde usídlili v roce 1629. Později na ostrovy přicházeli dřevorubci, plantážníci a černí otroci z Jamajky. Roku 1786 byly ostrovy včleněny do španělské koloniální říše. Od roku 1822 jsou součástí Kolumbie. V současnosti na ostrovech žije svérázné etnikum Raizalů, což jsou potomci černých otroků afroamerického původu, kteří vyznávají protestantství a hovoří kreolským jazykem vzniklým na základech angličtiny, zvaným sanandréská kreolština. Raizalové tvoří 56,98 % zdejší populace, mesticové a běloši představují dalších 42,91 % místního obyvatelstva.

## Fotogalerie

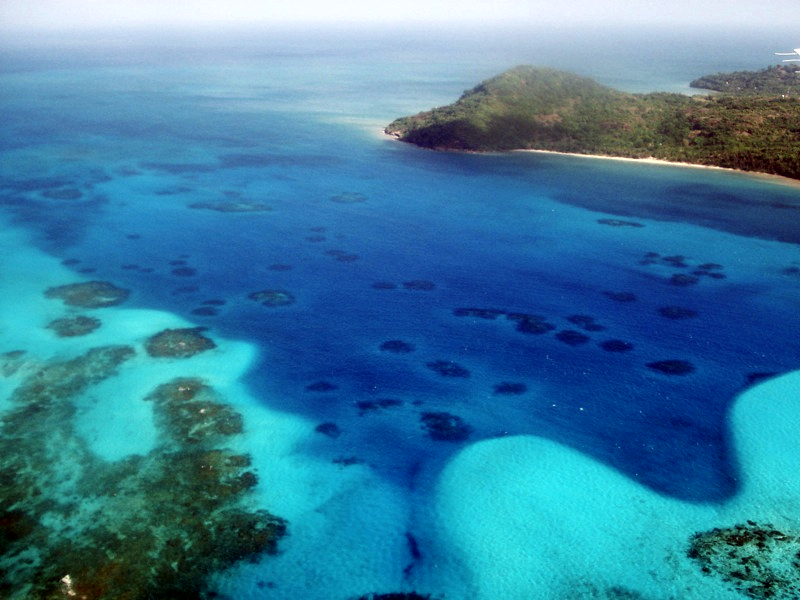
zátoka u ostrova Providencia
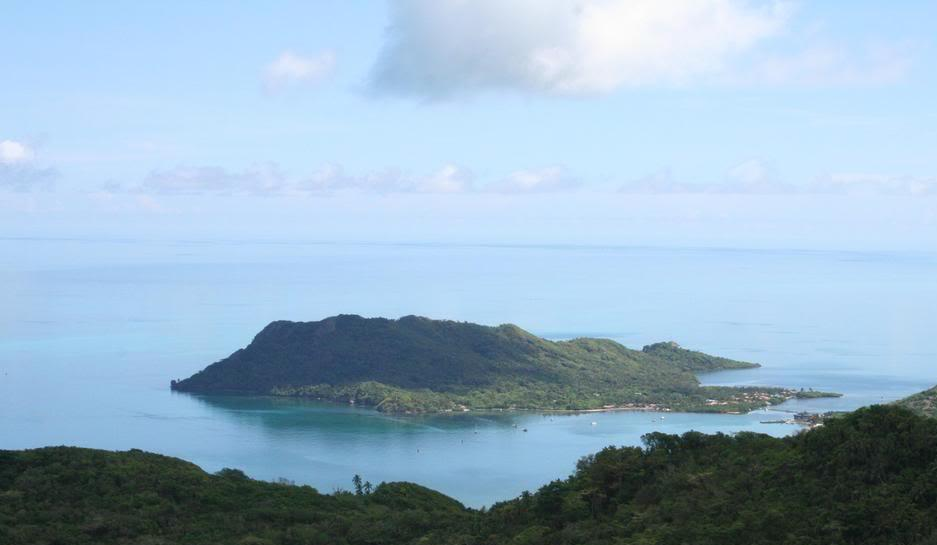
ostrov Santa Catalina
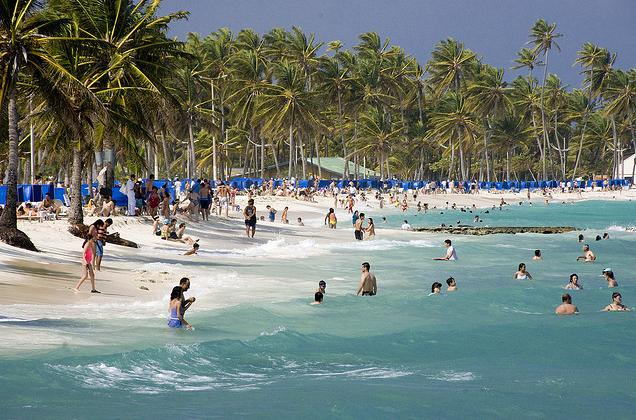
pobřeží San Andrésu
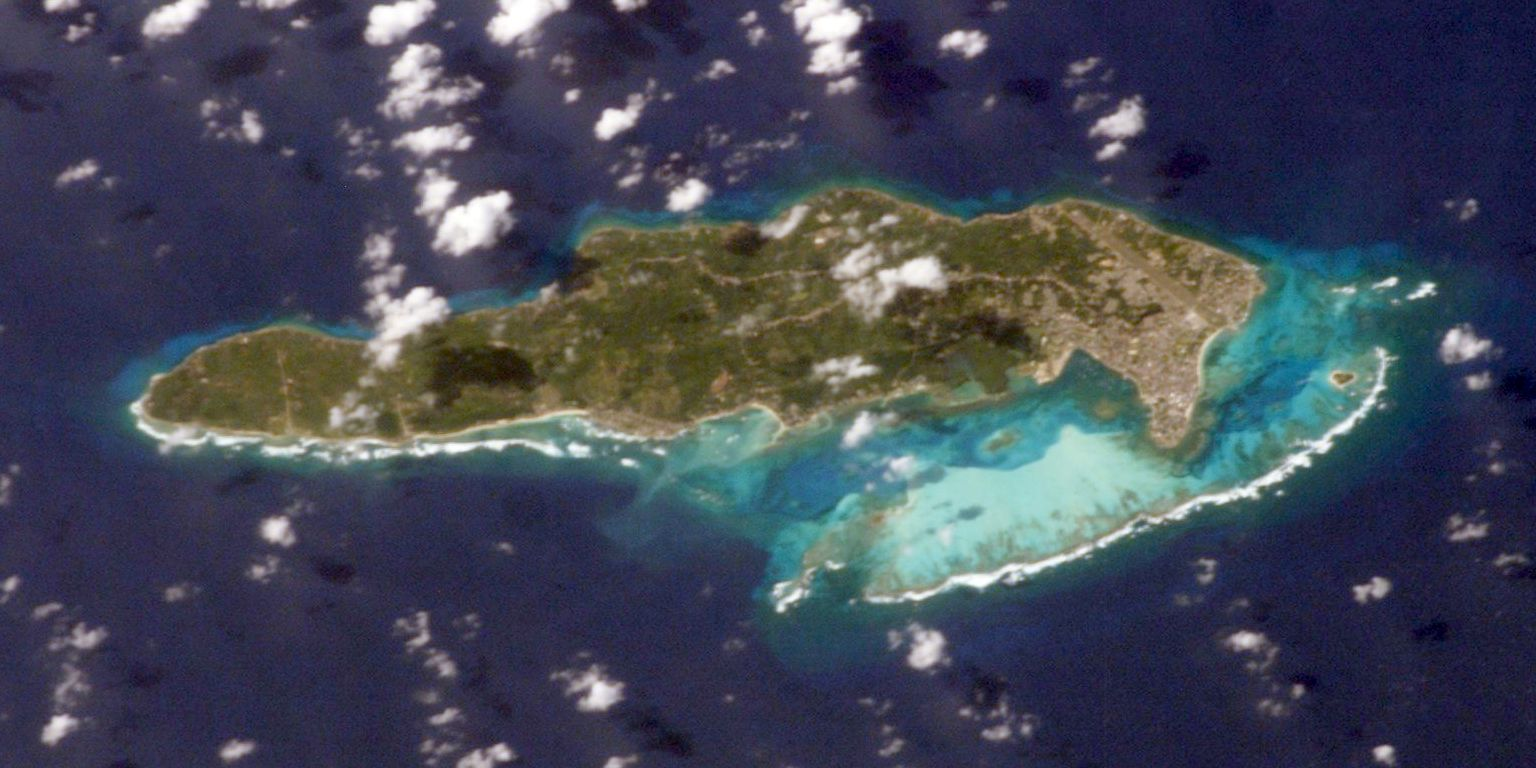
satelitní snímek San Andrésu